# (1169) Alwine
(1169) Alwine est un astéroïde de la ceinture principale découvert le 30 août 1930 par les astronomes Max Wolf et Mario A. Ferrero.

## Historique
Le lieu de découverte, par les astronomes Max Wolf et Mario A. Ferrero, est Königstuhl.
Sa désignation provisoire, lors de sa découverte le 30 août 1930, était 1930 QH.

## Caractéristiques
Sa distance minimale d'intersection de l'orbite terrestre est de 0,973 203 ua.